# Marc Mero
Marc Merowitz (født 9. juli 1960) er en tidligere amerikansk wrestler og amatørbokser. Han er mest kendt for sit arbejde i World Wrestling Federation under ringnavnet Marc Mero og i World Championship Wrestling og Total Nonstop Action Wrestling under ringnavnet Johnny B. Badd. 
Merowitz startede sin karriere i WCW i 1990 som Johnny B. Badd og vandt WCW World Television Championship tre gange. Han forlod organisationen i 1996 og skrev umiddelbart efter kontrakt med WWF. 
I WWF-regi vandt Merowitz WWF Intercontinental Championship som Marc Mero. 
Merowitz forlod WWF i 1999 og stoppede endeligt karrieren i 2005 efter en kort periode hos TNA. 